# Толочанов, Аркадий Андреевич
Аркадий Андреевич Толочанов (1830—1897) — тайный советник, ломжинский и радомский губернатор. Потомственный дворянин Тульской губернии.

## Биография
Родился 25 октября 1830 года[по какому календарю?] в Тульской губернии. Окончил Тульскую губернскую гимназию.
С 26 октября 1850 года начал службу чиновником канцелярии предводителя дворянства Епифанского уезда Тульской губернии. С июня 1861 года в течение трёх лет занимал должность мирового посредника в Епифанском уезде. В 1864 году был направлен в Царство Польское, получив назначение исполняющим обязанности комиссара по крестьянским делам Варшавской крестьянской комиссии; с 9 июня 1866 года — вице-председатель комиссии. Его продвижение по службе было достаточно быстрым: с 16 марта 1866 года — исполняющий обязанности вице-губернатора Радомской губернии; 27 сентября 1867 года утверждён в должности вице-губернатора; с 30 июля 1871 года — вице-губернатор в Сувалкской губернии; с 19 декабря 1880 года — Ломжинский губернатор; с 15 октября 1883 года — Радомский губернатор. Последняя должность, на которой он находился вплоть до своей кончины — председатель главной дирекции Кредитного земского общества в Варшаве. С 1 января 1878 года — действительный статский советник, с 30 августа 1886 года — тайный советник.
А. А. Толочанов пользовался симпатией в польском обществе; современники отмечали, что он был человеком справедливым и порядочным.
Умер в Варшаве в ночь с 4 на 5 апреля 1897 года.

## Награды
- орден Св. Анны 2-й ст. с императорской короной (1870)
- орден Св. Владимира 3-й ст. (1874)
- орден Св. Станислава 1-й ст. (1881)
- орден Св. Анны 1-й ст. (1883)
- орден Св. Владимира 2-й ст. (1892)

## Библиотека Толочанова
После себя А. А. Толочанов оставил собрание книг и журналов, которое в 1897—1898 гг. в количестве 7473 сочинений в 15 362 томах (в том числе 190 журналов в 3800 томах) было передано в библиотеку Варшавского университета. В коллекции преобладали издания XIX века, около половины которых составляли публикации на французском языке, более 22 % — на русском, свыше 20 % — на польском, остальные — на украинском и немецком, а также очень немногочисленные издания на других языках. Около 45 % составляла художественная литература, около 15 % — исторические издания, 13 % — книги об искусстве. Наиболее ценная часть коллекции была размещена в представительском зале библиотеки и в читальном зале для профессоров, остальное — на четвертом этаже книгохранилища.
В 1922 году российско-украинская делегация Специальной смешанной комиссии по ревиндикации потребовала от польской стороны возврата толочановской библиотеки Советскому Союзу. Однако благодаря стараниям поляков — членов этой комиссии — притязания делегации были отклонены. В период Варшавского восстания (1944) перед предполагаемым сожжением университетской библиотеки немцами было вывезено 200 ящиков самых ценных старопечатных книг, а также иллюстрированных изданий из собрания Толочанова. Во время войны из той части коллекции, которая находилась в представительском зале библиотеки было потеряно 95 % (из 939 осталось всего 54 книги). Из части коллекции, находившейся в читальном зале для профессоров было утрачено 22 %. Наиболее сохранившейся оказалась часть, пребывавшая в книгохранилище, поскольку французские издания и многотомные подшивки российских журналов были не так привлекательны, как роскошные книги по искусству.